# 단판 승부
《단판 승부》(영어: Deadfall)는 미국에서 제작된 크리스토퍼 코폴라 감독의 1993년 범죄 드라마 영화이다. 마이클 빈 등이 출연하였고, 테드 폭스 등이 제작에 참여하였다.

## 줄거리
뉴욕 사기꾼 조는 작업 중에 사고로 아버지를 총으로 쏴죽인 뒤 아버지가 남긴 소원을 완수하기 위해 역시 사기꾼인 삼촌 루를 찾아나서고 루의 사기 작전에 끼게 된다.

## 출연
- 마이클 빈
- 세라 트리거
- 니컬러스 케이지
- 제임스 코번
- 피터 폰다
- 찰리 신
- 탈리아 샤이어
- 미키 돌런즈
- 론 테일러
- 마이클 콘스턴틴
- J. 케네스 캠벨
- 지지 라이스
- 앵거스 스크림
- 클래런스 윌리엄스 3세
- 마크 코폴라
- 닉 밸럴롱가

## 기타 제작진
- 라인 제작: 로버트 잉글먼
- 공동 제작: 크리스토퍼 코폴라
- 배역: 킴바 힐스
- 미술: 클레어 스카풀라